# Wielki Przysłop
Wielki Przysłop (słow. Veľký Príslop, 1037 m) lub Przysłop – szczyt w Grupie Wielkiej Raczy w Beskidzie Żywiecko-Kisuckim. Znajduje się w głównym grzbiecie, przez który biegnie granica polsko-słowacka oraz Wielki Europejski Dział Wodny. Przysłop znajduje się w tym grzbiecie pomiędzy Małym Przysłopem (966 m) a Obłazem. Zachodnie stoki Przysłopu są słowackie i opadają do doliny Oszczadnicy, w kierunku wschodnim, na polską stronę opada z niego krótki grzbiet oddzielający dwa dopływy potoku Rycerskiego.
Nazwa przysłop jest pochodzenia wołoskiego, często występuje w topograficznym nazewnictwie w całych Karpatach, zarówno polskich, jak i słowackich i rumuńskich i oznacza najczęściej przełęcz lub miejsce na grzbiecie górskim, rzadko szczyt.
Wielki Przysłop jest porośnięty lasem, ale dawniej był bardziej bezleśny. Na mapie Geoportalu zaznaczone są jeszcze duże polany na jego wschodnim grzbiecie, a na zdjęciach lotniczych tej mapy widoczne są trawiaste i zarastające lasem dawne halizny. Ludomir Sawicki, prowadząc w 1914 r. badania nad szałaśnictwem na Żywiecczyźnie, zanotował Na Przysłopie w Rycerce (...) szałas, usytuowany na wschodnich stokach góry na wysokości ok. 900 m n.p.m., w którym 5 wspólników wypasało 97 owiec i 35 krów.
Polskie stoki Wielkiego Przysłopu znajdują się w granicach miejscowości Rycerka Górna w województwie śląskim, w powiecie żywieckim, w gminie Rajcza. W regionalizacji fizycznogeograficznej Polski według Jerzego Kondrackiego Grupa Wielkiej Raczy zaliczana jest do Beskidu Żywieckiego, w nowszej polskiej regionalizacji z 2018 roku do Beskidu Żywiecko-Kisuckiego, na Słowacji do Beskidu Kisuckiego. W dolnej części wspomnianego wyżej grzbietu znajdują się pola i zabudowania osiedla Ziajówka należącego do Rycerki Górnej. Na słowackich stokach wielki huragan w 2004 r. wyłamał znaczną część lasu. Przez Przysłop Wielki biegnie czerwony szlak, nie prowadzi jednak przez jego wierzchołek, omijając go po wschodniej, polskiej stronie.

## Szlaki turystyczne
Zwardoń – Kikula – Magura – Mały Przysłop – Wielki Przysłop – Wielka Racza. 4:45 godz, z powrotem 4:15 godz.